# Ламбуда
Ламбуда — река в России, протекает по Пудожскому району Карелии.
Исток находится в болоте Пикарный Мох. Течёт на юг, через болото Ламбудмох. Устье реки находится в 27 км от устья Сухой Водлы по правому берегу. Длина реки составляет 19 км, площадь водосборного бассейна — 67 км².
Ближайший населённый пункт — Коскосалма — находится в 13 км западнее устья реки.

## Данные водного реестра
По данным государственного водного реестра России относится к Балтийскому бассейновому округу, водохозяйственный участок реки — Водла, речной подбассейн реки — Свирь (включая реки бассейна Онежского озера). Относится к речному бассейну реки Нева (включая бассейны рек Онежского и Ладожского озера).
Код объекта в государственном водном реестре — 01040100412102000016173.